# Línea 10 (Buenos Aires)
La línea 10 es una línea de colectivos de Buenos Aires. Une la localidad de Wilde en el Partido de Avellaneda, con el barrio porteño de Palermo. 
La línea es operada mediante la razón social Línea 10 S.A, que también controla servicios desde Wilde hacia palermo y constitución

## Historia
La línea 10 funcionó en primera instancia como tranvía, siendo su recorrido de Sarandí a Palermo. Estaba dentro de un grupo de empresas estatales que se denominaban "corporación de transportes". El mismo Estado en 1962 renueva los tranvías por colectivos. Durante el Gobierno del Dr.Arturo Frondizi se hace entrega de dichas Empresas al personal y a la UTA. Cuatro líneas conformaban y actuaban como una sola Empresa, teniendo su garaje y administración en Av.Montes de Oca. Esas líneas eran la 10, 17, 22 y 74.
Ya en manos privadas se hace una extensión de recorrido de Sarandí a Wilde.
La separación de las otras líneas se produce a fines del año 1977, a partir de esa fecha funcionan independientemente como Sociedad Anónima.

## Recorrido

### WILDE - PALERMO
Ida a Palermo: Desde Boulevard de los Italianos y Camacuá por Boulevard de los Italianos, Caxaraville, Matanza, Camino General Belgrano, Centenario Uruguayo, Crisólogo Larralde, Magdalena, General Arredondo, General Pico, Belgrano, Posadas, Av General Bartolomé Mitre, Craig, Debenedetti, Estanislao del Campo, 12 de Octubre, Av General Roca, Laprida, Av General Bartolomé Mitre, cruce Nuevo Puente Pueyrredón, Autopista 9 de Julio Sur Arturo Frondizi, bajada de la Autopista 9 de Julio a la altura de Río Cuarto, Av Montes de Oca, California, Av Regimiento de Patricios, Av Martín García, Piedras, Av Caseros, Bernardo de Irigoyen, carril del corredor Metrobús 9 de Julio hasta la salida ubicada entre Paraguay y Marcelo Torcuato de Alvear, Carlos Pellegrini, Av Santa Fe, Av Callao, Av General Las Heras, calzada circular de Plaza Italia, ingreso a carriles exclusivos Centro de Transbordo Pacífico, salida de Centro de Transbordo Pacífico a la altura de Godoy Cruz, Av Santa Fe, Av Intendente Bullrich, Av. Del Libertador hasta Av Dorrego 3201.
Regreso a Wilde: Desde Av Dorrego 
3300 por Av Dorrego, Av Cerviño, Av Intendente Bullrich, Av Del Libertador, Av Sarmiento, calzada circular de Plaza Italia, Av General Las Heras, Montevideo, Av Santa Fe, carril del corredor Metrobús 9 de Julio hasta la altura de Carlos Calvo, Lima, Constitución, Lima este, General Hornos, Dr. Enrique Finochietto, Av. Montes de oca, Av Caseros, Bolívar, Av Martín García, Av Regimiento de Patricios, Iriarte, Herrera, subida a la Autopista 9 de Julio Sur Arturo Frondizi a la altura de Río Cuarto, cruce Nuevo Puente Pueyrredón, Maipú, General Belgrano, Italia, 12 de Octubre, Av General Roca, Lamadrid, Ricardo Gutiérrez, Hernán Cortés, Av General Roca, General Escalada, Av Gral Bartolomé Mitre, Centenario Uruguayo, Camacuá hasta Boulevard de los Italianos.

## Lugares de Interés
- Parque Domínico
- Estadio Arsenal
- Estadio Racing Club
- Puente Pueyrredón
- Hospital General de Niños Dr. Pedro Elizalde
- Plaza Constitución
- Obelisco de Buenos Aires
- Teatro Colón
- Teatro Coliseo
- Cementerio de la Recoleta
- Parque Las Heras
- Hospital General de Agudos Bernardino Rivadavia
- Ecoparque Buenos Aires
- Parque Tres de Febrero
- Centro Cultural Islámico
- Plaza Italia
- Sociedad Rural Argentina
- Jardín Botánico Carlos Thays